# Moira Kelly
Moira Kelly (ur. 6 marca 1968 w Queens, w Nowym Jorku) – amerykańska aktorka.

## Życie prywatne
5 sierpnia 2000 roku wyszła za Steve’a Hewitta. Mają dwoje dzieci – córkę Ellę (ur. 2001) i syna Eamona (ur. 2003).

## Filmografia
- 2012: Odzyskać Haley (Taken Back: Finding Haley) jako Karen; film TV
- 2006: Dirt Nap, jako Kate
- 2004: A Woman Reported, jako kobieta
- 2004: Król lew 3: Hakuna matata (The Lion King 1 1/2), jako Nala (głos)
- 2003: Pogoda na miłość (One Tree Hill), jako Karen Roe
- 2002–2004: Nocny kurs (Hack), jako Vanessa Griffin (gościnnie)
- 2002–2003: Strefa mroku, jako Elizabeth Wicker (gościnnie)
- 2001: Witamy w naszej dzielnicy (The Safety of Objects), jako Susan Train
- 1999–2006: Prezydencki poker (The West Wing), jako Mandy Hampton (gościnnie)
- 1999: Henry Hill, jako Cynthia
- 1998: Między cudem a życiem (Monday After the Miracle), jako Helen Keller
- 1998: Król lew II: Czas Simby (The Lion King II: Simba's Pride), jako królowa Nala (głos)
- 1998: To Have & to Hold, jako Annie Cornell
- 1998: Uczciwa kurtyzana (Dangerous Beauty), jako Beatrice Venier
- 1998: Hi-Life, jako Susan
- 1997: Kobieta inna niż wszystkie (She Said Drive), jako Nande Ship
- 1997: Miłosny szantaż (Love Walked In), jako Vera
- 1997: Zmiana nawyków (Changing Habits), jako Susan 'Soosh' Teague
- 1996: Odmienić los (Unhook the Stars), jako Ann Mary Margaret 'Annie' Hawks
- 1996: Gdy uśmiechają się anioły (Entertaining Angels: The Dorothy Day Story), jako Dorothy Day
- 1995: Córka Morderców (The Tie That Binds), jako Dana Clifton
- 1994: Z honorami (With Honors), jako Courtney
- 1994: Mała Odessa (Little Odessa), jako Alla Shustervich
- 1994: Król lew (The Lion King), jako Dorosła Nala (głos)
- 1993: Terror przed świtem (Daybreak), jako Blue
- 1992: Twin Peaks: Ogniu krocz ze mną (Twin Peaks: Fire Walk with Me), jako Donna Hayward
- 1992: Thirty Below Zero, jako Lucy
- 1992: Na ostrzu (The Cutting Edge) jako Kate Moseley
- 1992: Chaplin, jako Hetty Kelly
- 1991: The Boy Who Cried Bitch, jako Jessica
- 1991: Love, Lies and Murder, jako Cynamon
- 1991: Billy Bathgate, jako Becky